# Клифф, Джимми
Джимми Клифф (англ. Jimmy Cliff, настоящее имя Джеймс Чемберз, англ. James Chambers; род. 1 апреля 1948, Ямайка) — ямайский певец и композитор в стиле регги. Он сыграл главную роль в фильме «Тернистый путь» (1972), где впервые прозвучала пронзительная баллада «Many Rivers to Cross», ставшая первым международным хитом стиля регги и открывшая это музыкальное направление для миллионов слушателей во всём мире. В записи его последнего по времени альбома приняли участие Джо Страммер, Стинг и Вайклеф Джин. После серии альбомов, Клифф взял перерыв и отправился в Африку, а затем принял ислам.

## Фильмография
- Тернистый путь (англ. The Harder They Come) — Иванхо «Иван» Мартин
- Клуб «Рай» — Эрнест Рид
- Помеченный смертью — в роли самого себя

## Источник
- Биография в музыкальной энциклопедии Allmusic